# Liste der Arbeitslager in Xinjiang
Umerziehung durch Arbeit ist ein System von Arbeitslagern der Volksrepublik China. Diese Liste führt solche Arbeitslager in der Region Xinjiang auf. 
| Name                                                 | Name des Unternehmens           | Stadt/Kreis/Distrikt | Dorf/Stadt | Gründungsjahr | Kommentare                                 |
| ---------------------------------------------------- | ------------------------------- | -------------------- | ---------- | ------------- | ------------------------------------------ |
| Umerziehung durch Arbeit Bole                        |                                 | Bole                 |            | 1983          |                                            |
| Umerziehung durch Arbeit Changji                     |                                 |                      |            |               | in oder um Wujiaqu                         |
| Umerziehung durch Arbeit Hami                        |                                 | Kumul                |            | 1983          |                                            |
| Umerziehung durch Arbeit Jiyinchuan                  |                                 | Aksu                 |            | nach 2000     | Wujiaqu                                    |
| Umerziehung durch Arbeit Kashi                       |                                 |                      |            | 1983          | in oder um Kaschgar                        |
| Umerziehung durch Arbeit Xinjiang Turpan             |                                 | Turpan               |            |               |                                            |
| Umerziehung durch Arbeit Urumqi                      | Industriediamantenfabrik Urumqi | Ürümqi               |            | 1973          |                                            |
| Umerziehung durch Arbeit Xihu für Drogenmissbraucher |                                 | Wusu                 |            | 1999          |                                            |
| Umerziehung durch Arbeit Xinjiang der Frauen         | Sweaterwerkstatt                | Ürümqi               |            | 2002          | Auch Umerziehung der Frauen Urumqi genannt |
| Umerziehung durch Arbeit Yining                      |                                 | Gulja                |            | 1999          |                                            |

## Quelle
- Laogai Handbook (2007–2008). (PDF; 3,5 MB) The Laogai Research Foundation, 2008, abgerufen am 10. Januar 2011.